# Ollombo flygplats
Ollombo flygplats är en internationell flygplats vid byn Ollombo och staden Oyo i Kongo-Brazzaville. Den ligger i departementet Plateaux, i den centrala delen av landet, 300 km norr om huvudstaden Brazzaville. Ollombo flygplats ligger 327 meter över havet. IATA-koden är OLL och ICAO-koden FCOD. Ollombo flygplats hade 859 starter och landningar med totalt 7 598 passagerare men ingen frakt 2018.